# BMW 700

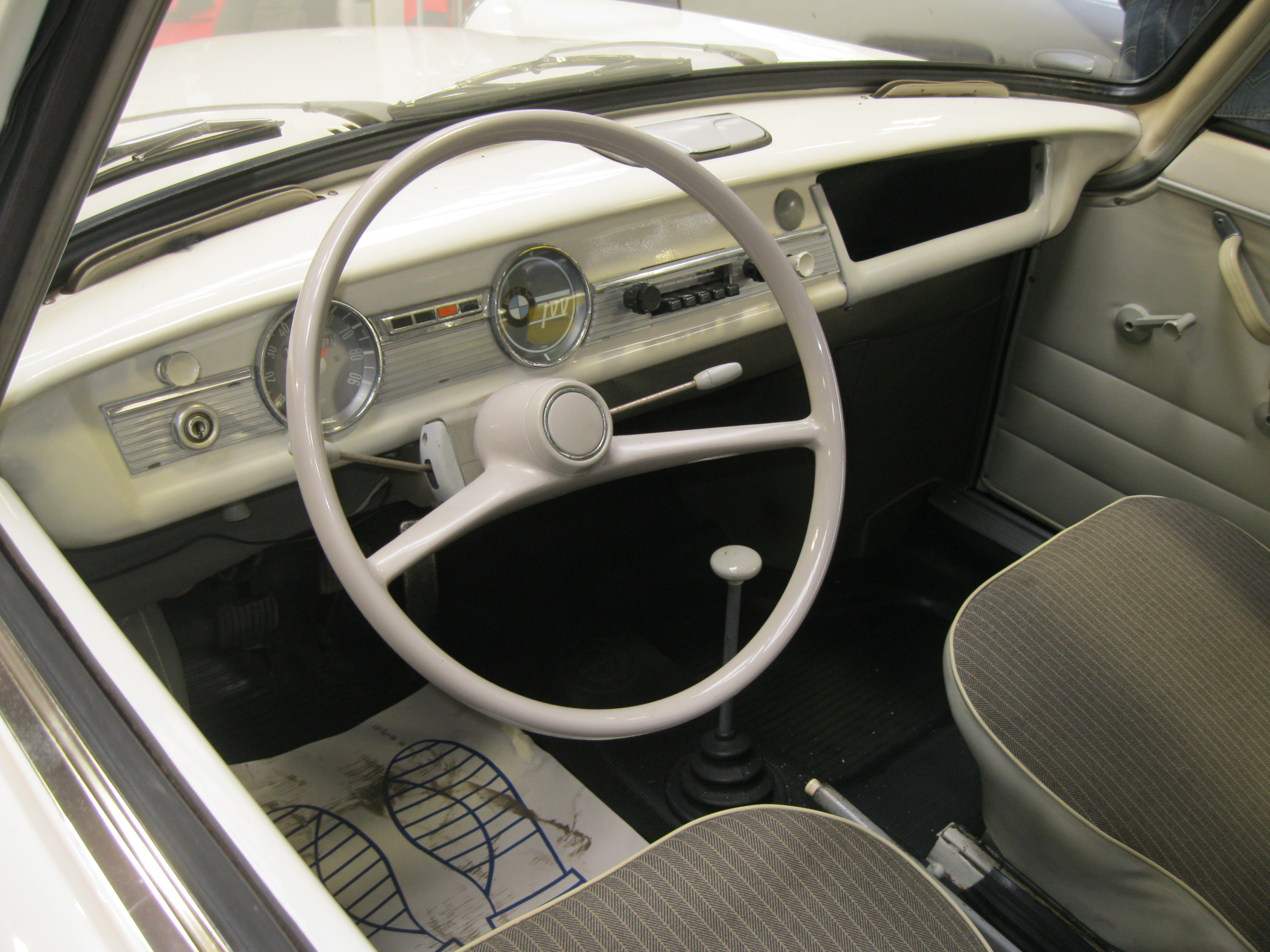
BMW 700

Der BMW 700 ist ein von 1959 bis 1965 produzierter Kleinwagen des Automobilherstellers BMW, der als Coupé, viersitzige Limousine und als 2+2-sitziges Cabriolet gebaut wurde. Das Cabriolet fertigte Baur in Stuttgart. Der Wagen hat einen gebläsegekühlten Heckmotor und basiert teilweise auf dem 600, hat jedoch anders als dieser erstmals bei BMW eine selbsttragende Karosserie, an deren Gestaltung Giovanni Michelotti mitwirkte. Der BMW 700 stand in direkter Konkurrenz zum VW Käfer und sprach vor allem Autofahrer an, die sich optisch von der Masse abheben wollten.

## Entwicklungsgeschichte
Schon Ende 1957, also vor dem Anlaufen des BMW 600, hatte der neue BMW-Vorstand den Auftrag gegeben, in Zusammenarbeit mit einem italienischen Karosseriehersteller einen konventionellen Kleinwagen zu entwickeln und zu bauen. Im Juli 1958 präsentierte der Wiener BMW-Importeur und Autokonstrukteur Wolfgang Denzel in Starnberg seinen von Michelotti gezeichneten Wagen. Im Oktober 1958 fiel die Entscheidung zugunsten dieses Entwurfs, auf dessen Basis BMW in Alleinregie die beiden Karosserievarianten Coupé und Limousine bis zur Serienreife weiterentwickelte. Mit dem 700er verließ BMW die futuristische Form des BMW 600 und kehrte zum konventionellen Stil mit klassischem Bug, seitlichen Türen und Stufenheck zurück. Der im Heck eingebaute gebläsegekühlte Zweizylinder-Boxermotor mit Leichtmetallkurbelgehäuse war wie beim BMW 600 vom Motorrad abgeleitet. Das Heckmotor-Konzept war damals bei Kleinwagen und Wagen der unteren Mittelklasse durchaus noch verbreitet, wenn auch nicht zukunftsfähig. Die Serienfertigung des BMW 700 begann im August 1959.

## Ausführungen

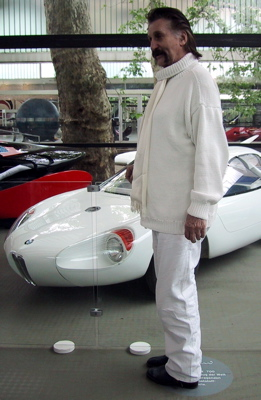
Luigi Colani 2004 vor seinem BMW 700 von 1963

Die Produktion begann mit dem Coupé, bald darauf folgte die Limousine. Der glattflächige vordere Kofferraum bot Platz für zwei Normkoffer von 70 cm Länge und einiges Kleingepäck. Vor der Vorderachse lag unter der Kofferraumfläche der Kraftstofftank; vor Kofferraum und Tank stand – leicht nach vorn geneigt – das Reserverad. Der Tank fasste 32 Liter, der Normverbrauch bei 90 km/h betrug 5,9–6,0 l/100 km. Fortschrittlich war am BMW 700 eine Zweikreis-Belüftungsanlage, die ein Beheizen des Fußraums bei gleichzeitigem Zuströmen kühler Frischluft im Kopfbereich ermöglichte. Für einen BMW-Pkw ungewöhnlich erschien, dass beim 700 die charakteristische zweigeteilte BMW-Niere an der Fahrzeugfront fehlte; bei einem Heckmotor gab es aber auch keine technische Notwendigkeit für diesen Kühlergrill. Das 700 Coupé war das letzte ohne die typische C-Säule der BMW-Coupés mit dem „Hofmeister-Knick“, der mit dem BMW 3200 CS eingeführt wurde.
Die erste Version leistete 22 kW (30 PS) bei 5000/min. Das Coupé gab es ab 1960 zusätzlich auch in sportlichen Ausführungen mit 40 PS. Mit diesem Motor wurde auch das ab 1961 produzierte Cabrio ausgestattet. 1962 erschien das Modell „LS“, eine Weiterentwicklung des BMW 700. In den Abmessungen unterschied sich diese Ausführung erheblich vom bisherigen Modell, der Radstand wurde um 16 cm verlängert. Der vergrößerte Platz für den Motor wurde zur besseren Zuführung von Ansaug- und Kühlluft genutzt, sodass trotz Wegfall des Rohr-Ölkühlers die Betriebstemperatur erheblich verringert wurde. Zudem wurden Motor- und Hinterradaufhängung verbessert. Auch wenn das Vorgehen insofern genial schien, als der BMW 700 LS mit geringem Aufwand höheren Bedürfnissen angepasst wurde, stieß das Heckmotor-Konzept an seine Grenzen. Um eine technisch optimale Motoranordnung bemüht, ergab sich ein ungünstiges Raumverhältnis zwischen Innenraum und Heckbereich, das sich auch äußerlich in etwas unausgewogenen Proportionen niederschlug, die vor allem beim Coupé auffällig waren. Das Coupé wurde aber anders als die Limousine parallel weiterhin auch mit dem kürzeren Radstand hergestellt.
Auf Basis des BMW 700 (Luxus) entwarf das belgische Unternehmen Carrosserie Jacques Coune eine Kombi-Version; je nach Quelle baute Coune 1965 zwei Exemplare oder nur eins. Charakteristisch war die relativ stark gerundete, vom Limousinen-Modell übernommene Heckscheibe. Nicht bekannt ist, ob eines bis heute überdauert hat.
Ein geplanter Vierzylinder-Motor wurde nicht mehr verwirklicht. Die Produktion endete im September 1965. Von allen 700- und LS-Modellen zusammen wurden 181.411 Fahrzeuge gebaut.

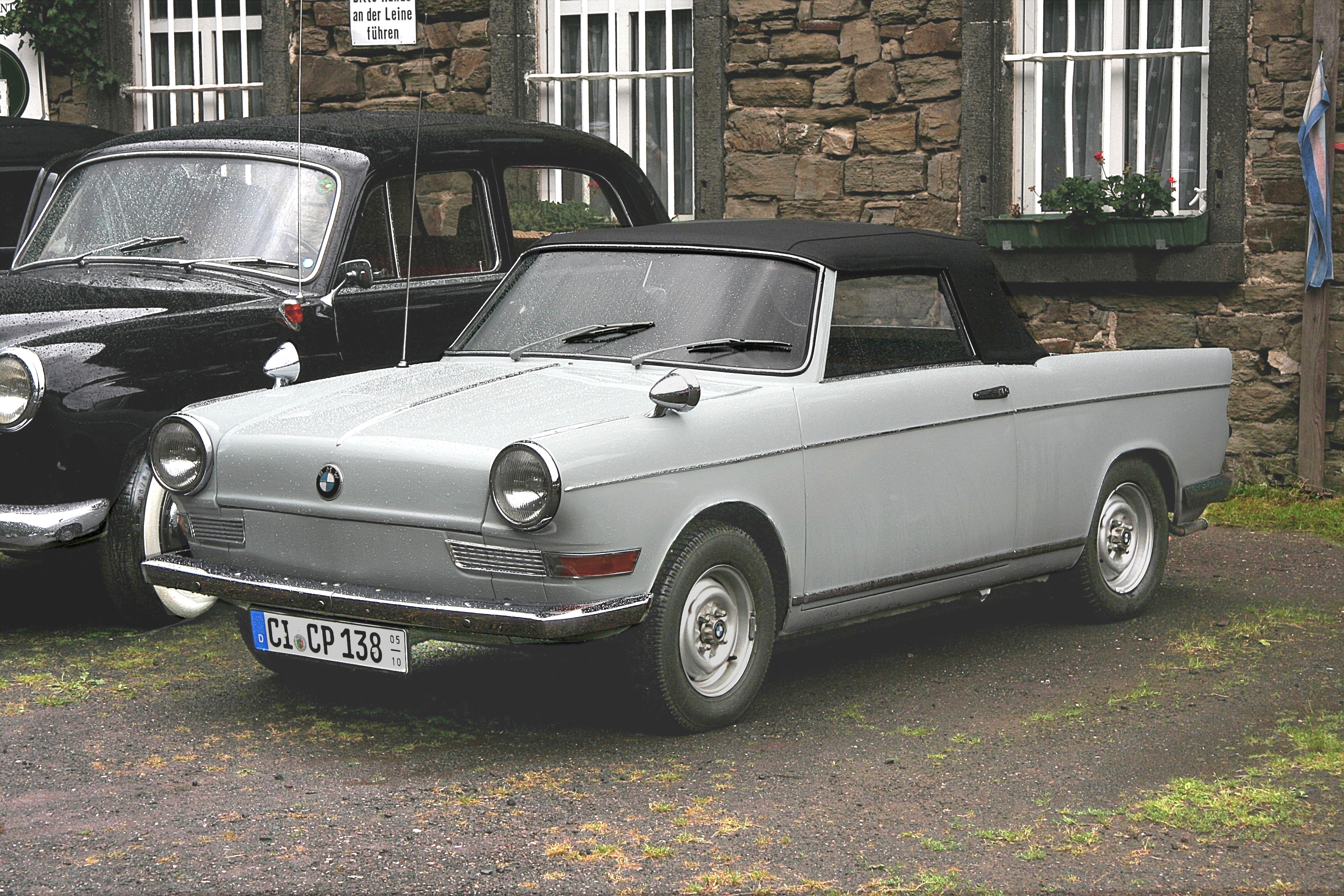
BMW 700 Cabriolet
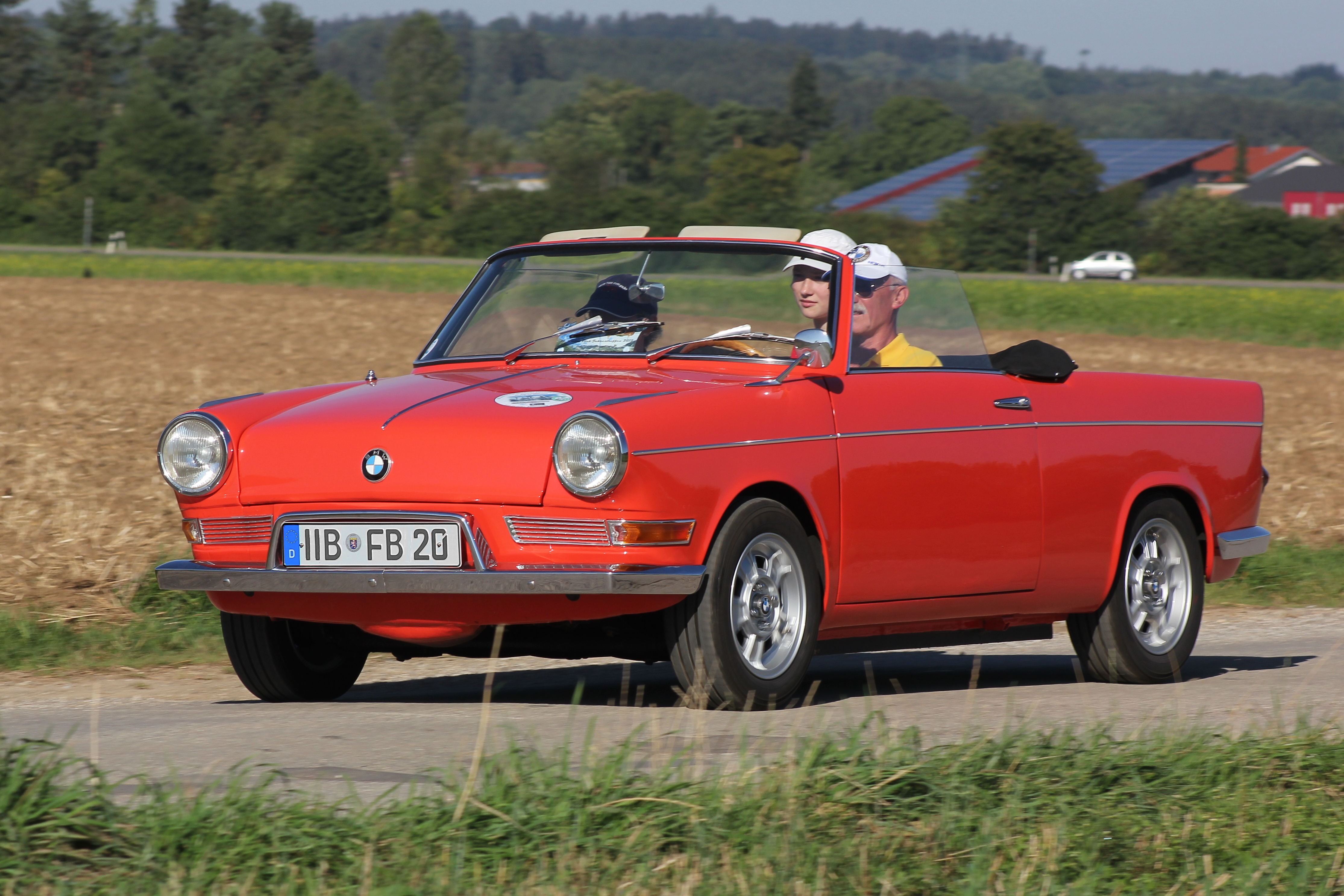
Cabrio mit geöffnetem Dach
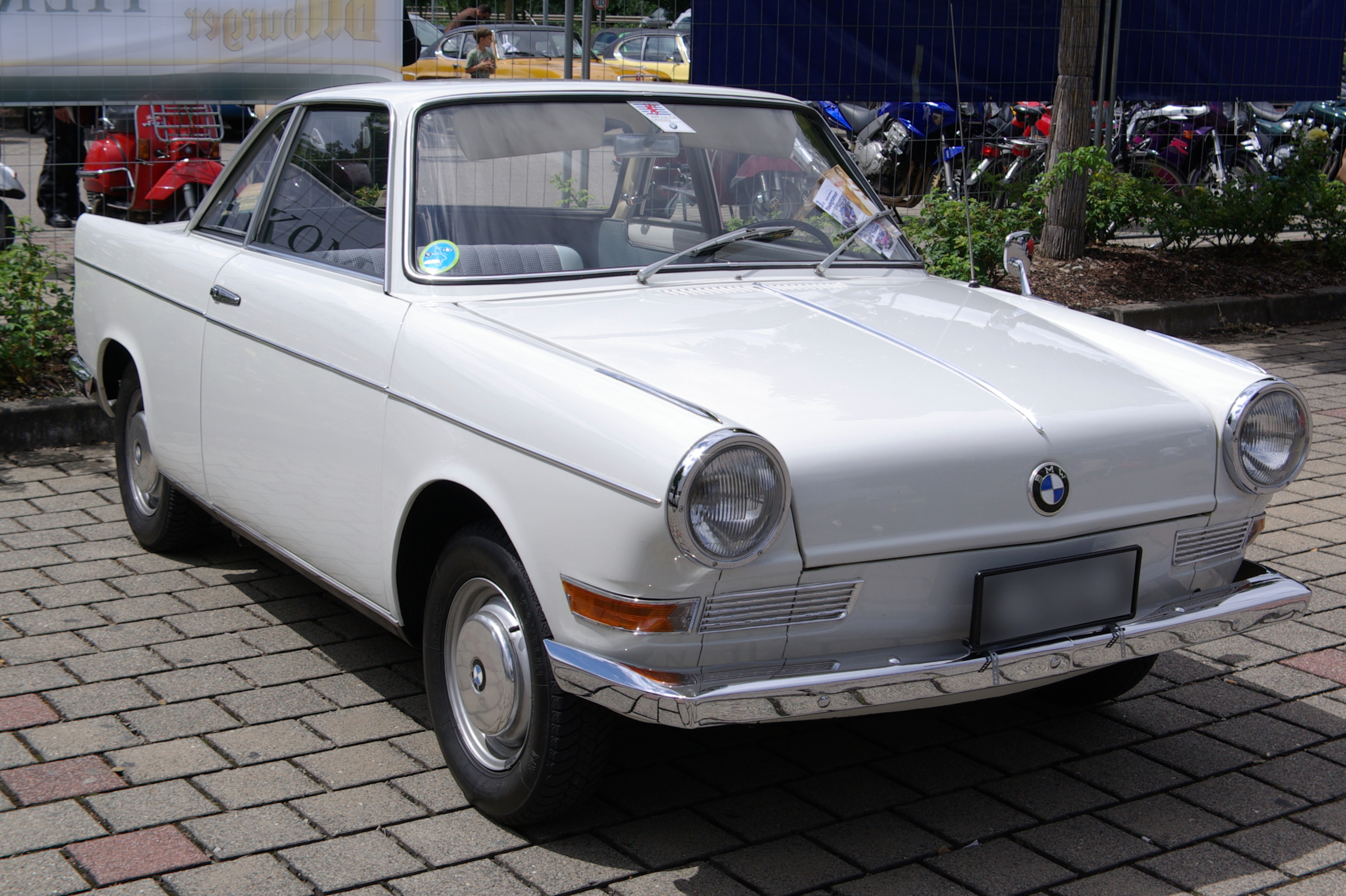
BMW 700 Sport
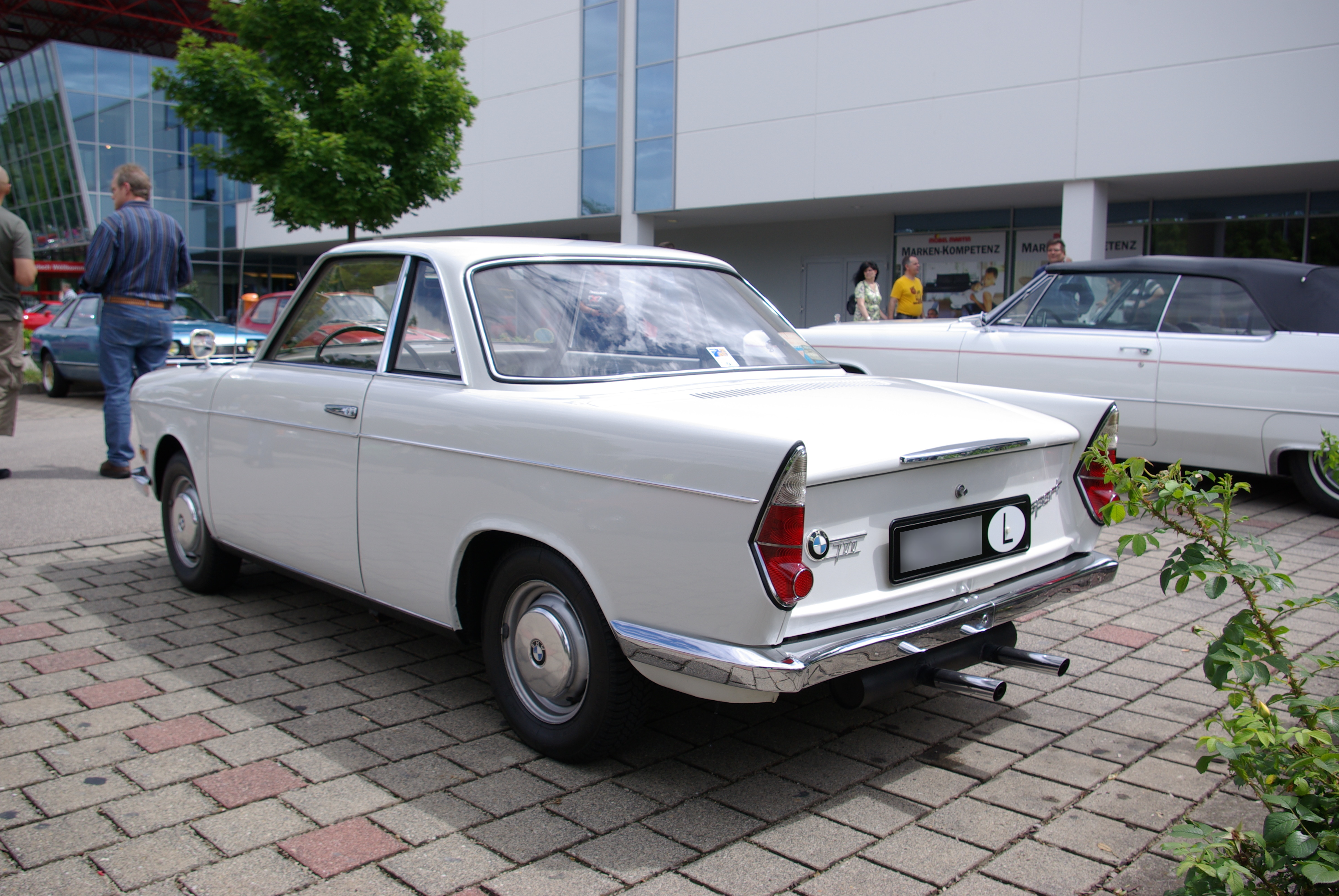
Heckansicht

## Technische Daten
| Fahrzeugtyp:              | BMW 700 (1959–1962) BMW 700 Coupé (1959–1964)                                         | BMW 700 Sport/CS (1960–1964) BMW 700 Cabriolet (1961–1964)              | BMW LS Luxus (1962–1965) BMW LS (1963)                                | BMW LS Coupé (1964–1965)                                              |
| ------------------------- | ------------------------------------------------------------------------------------- | ----------------------------------------------------------------------- | --------------------------------------------------------------------- | --------------------------------------------------------------------- |
| Motor                     | Zweizylinder-Boxermotor im Heck eingebaut, Leichtmetall-Kurbelgehäuse                 | Zweizylinder-Boxermotor im Heck eingebaut, Leichtmetall-Kurbelgehäuse   | Zweizylinder-Boxermotor im Heck eingebaut, Leichtmetall-Kurbelgehäuse | Zweizylinder-Boxermotor im Heck eingebaut, Leichtmetall-Kurbelgehäuse |
| Hubraum                   | 697 cm³                                                                               | 697 cm³                                                                 | 697 cm³                                                               | 697 cm³                                                               |
| Bohrung × Hub             | 78 mm × 73 mm                                                                         | 78 mm × 73 mm                                                           | 78 mm × 73 mm                                                         | 78 mm × 73 mm                                                         |
| Leistung bei 1/min        | 22 kW (30 PS) bei 5000 ab 1963 23,5 kW (32 PS) bei 5000                               | 29,4 kW (40 PS) bei 5700                                                |                                                                       |                                                                       |
| Max. Drehmoment bei 1/min | 50 Nm (5,1 kpm) bei 3400                                                              | 51 Nm (5,2 kpm) bei 4500                                                | 50 Nm (5,1 kpm) bei 3400                                              | 51 Nm (5,2 kpm) bei 4500                                              |
| Verdichtung               | 7,5 : 1                                                                               | 9,0 : 1                                                                 | 7,5 : 1                                                               | 9,0 : 1                                                               |
| Ventilsteuerung           | Stoßstangen und Kipphebel, zentrale Nockenwelle                                       | Stoßstangen und Kipphebel, zentrale Nockenwelle                         | Stoßstangen und Kipphebel, zentrale Nockenwelle                       | Stoßstangen und Kipphebel, zentrale Nockenwelle                       |
| Kühlung                   | Luft mittels Gebläse (Gebläserad auf der Kurbelwelle)                                 | Luft mittels Gebläse (Gebläserad auf der Kurbelwelle)                   | Luft mittels Gebläse (Gebläserad auf der Kurbelwelle)                 | Luft mittels Gebläse (Gebläserad auf der Kurbelwelle)                 |
| Getriebe                  | Viergang mit Rückwärtsgang (Mittelschaltung)                                          | Viergang mit Rückwärtsgang (Mittelschaltung)                            | Viergang mit Rückwärtsgang (Mittelschaltung)                          | Viergang mit Rückwärtsgang (Mittelschaltung)                          |
| Radaufhängung vorn        | Geschobene Längsschwingen                                                             | Geschobene Längsschwingen                                               | Geschobene Längsschwingen                                             | Geschobene Längsschwingen                                             |
| Radaufhängung hinten      | Längsschwingarme (Längslenker)                                                        | Längsschwingarme (Längslenker)                                          | Längsschwingarme (Längslenker)                                        | Längsschwingarme (Längslenker)                                        |
| Federung                  | Schraubenfedern                                                                       | Schraubenfedern                                                         | Schraubenfedern                                                       | Schraubenfedern                                                       |
| Karosserie                | Selbsttragende Stahlkarosserie                                                        | Selbsttragende Stahlkarosserie                                          | Selbsttragende Stahlkarosserie                                        | Selbsttragende Stahlkarosserie                                        |
| Spurweite vorn/hinten     | 1270/1200 mm                                                                          | 1270/1200 mm                                                            | 1270/1200 mm                                                          | 1270/1200 mm                                                          |
| Radstand                  | 2120 mm                                                                               | 2120 mm                                                                 | 2280 mm                                                               | 2280 mm                                                               |
| Reifengröße               | 5,20–12″                                                                              | 5,20–12″/5,50–12″                                                       | 5,20–12″/5,50–12″                                                     | 5,50–12″                                                              |
| Maße (L × B × H)          | Limousine 3540 mm × 1480 mm × 1345 mm Coupé 3540 mm × 1480 mm × 1270 mm               | Coupé 3540 mm × 1480 mm × 1270 mm Cabriolet 3540 mm × 1480 mm × 1290 mm | 3860 mm × 1480 mm × 1360 mm                                           | 3860 mm × 1480 mm × 1300 mm                                           |
| Leergewicht (ohne Fahrer) | 640 kg                                                                                | Coupé 650 kg Cabriolet 685 kg                                           | 680 kg                                                                | 690 kg                                                                |
| Höchstgeschwindigkeit     | Limousine 120 km/h Coupé 125 km/h                                                     | 135 km/h                                                                | 120 km/h                                                              | 135 km/h                                                              |
| Preis                     | Limousine 1959: 4.760,00 DM Limousine Luxus 1961: 4.995,00 DM Coupé 1959: 5.300,00 DM | Sport 1960: 5.850,00 DM Cabriolet 1961: 6.950,00 DM                     | LS Luxus 1962: 5.320,00 DM LS 1963: 4.785,00 DM                       | 1964: 5.850,00 DM                                                     |

## Motorsport

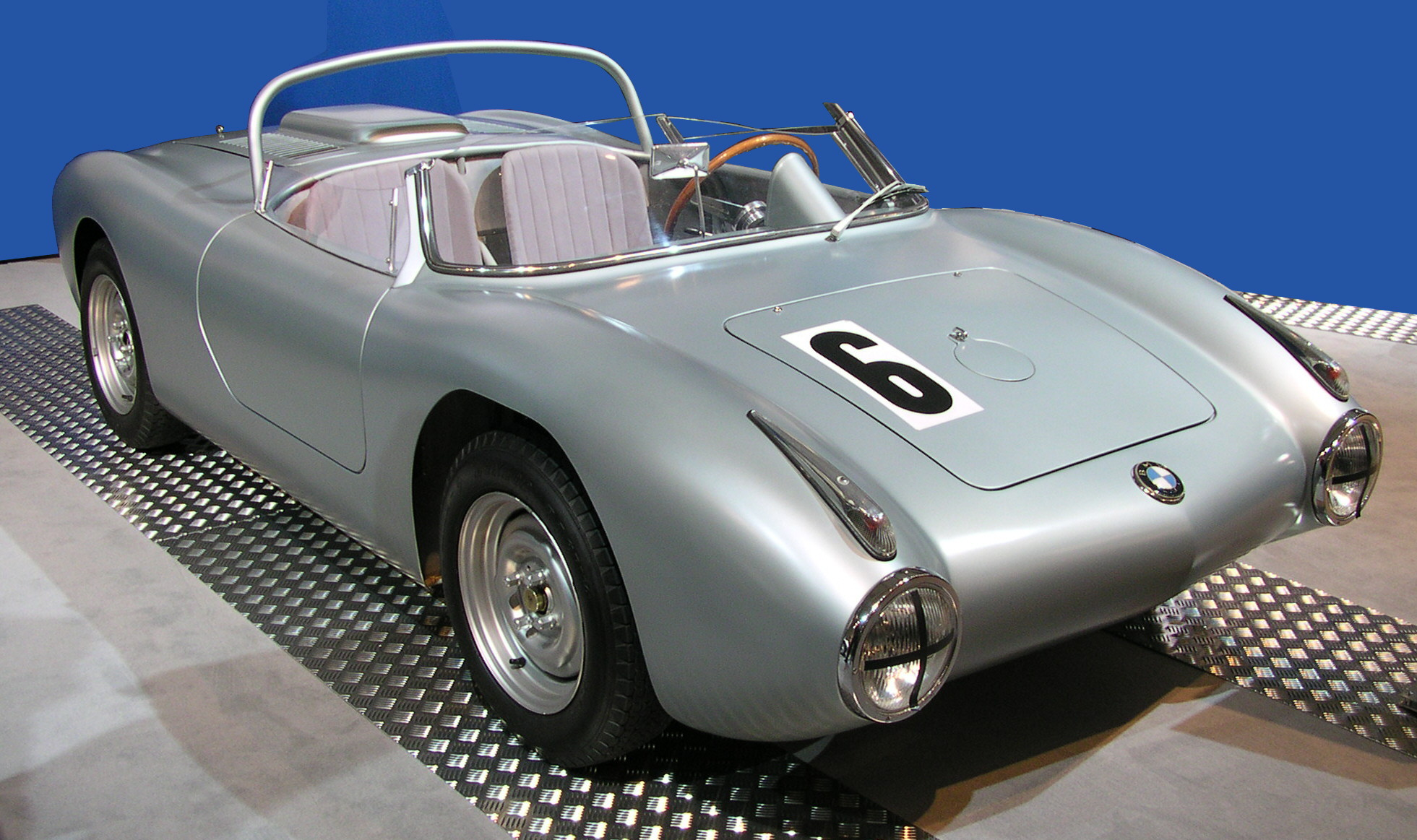
BMW 700 RS

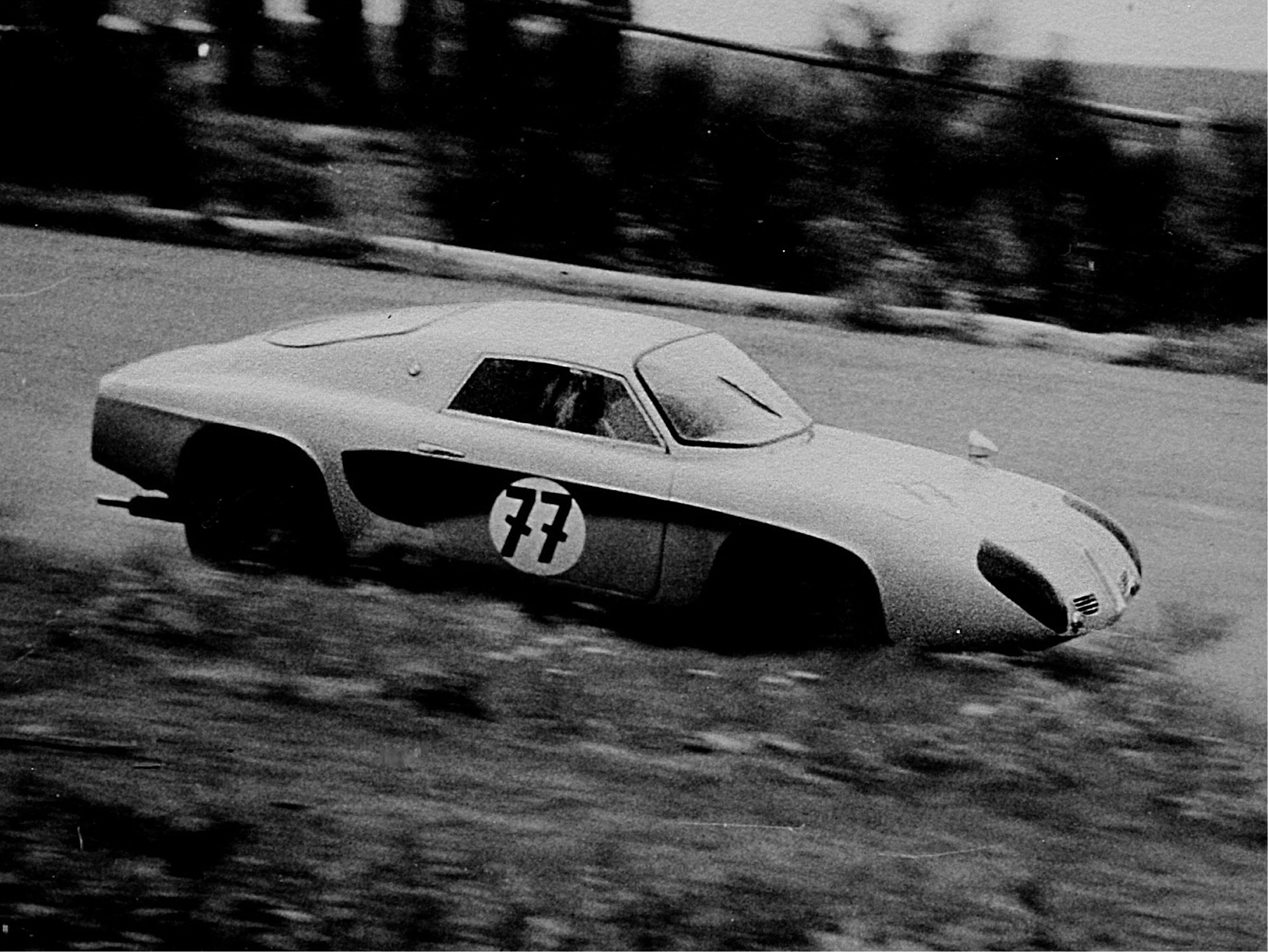
Martini-BMW beim 1000-km-Rennen 1963

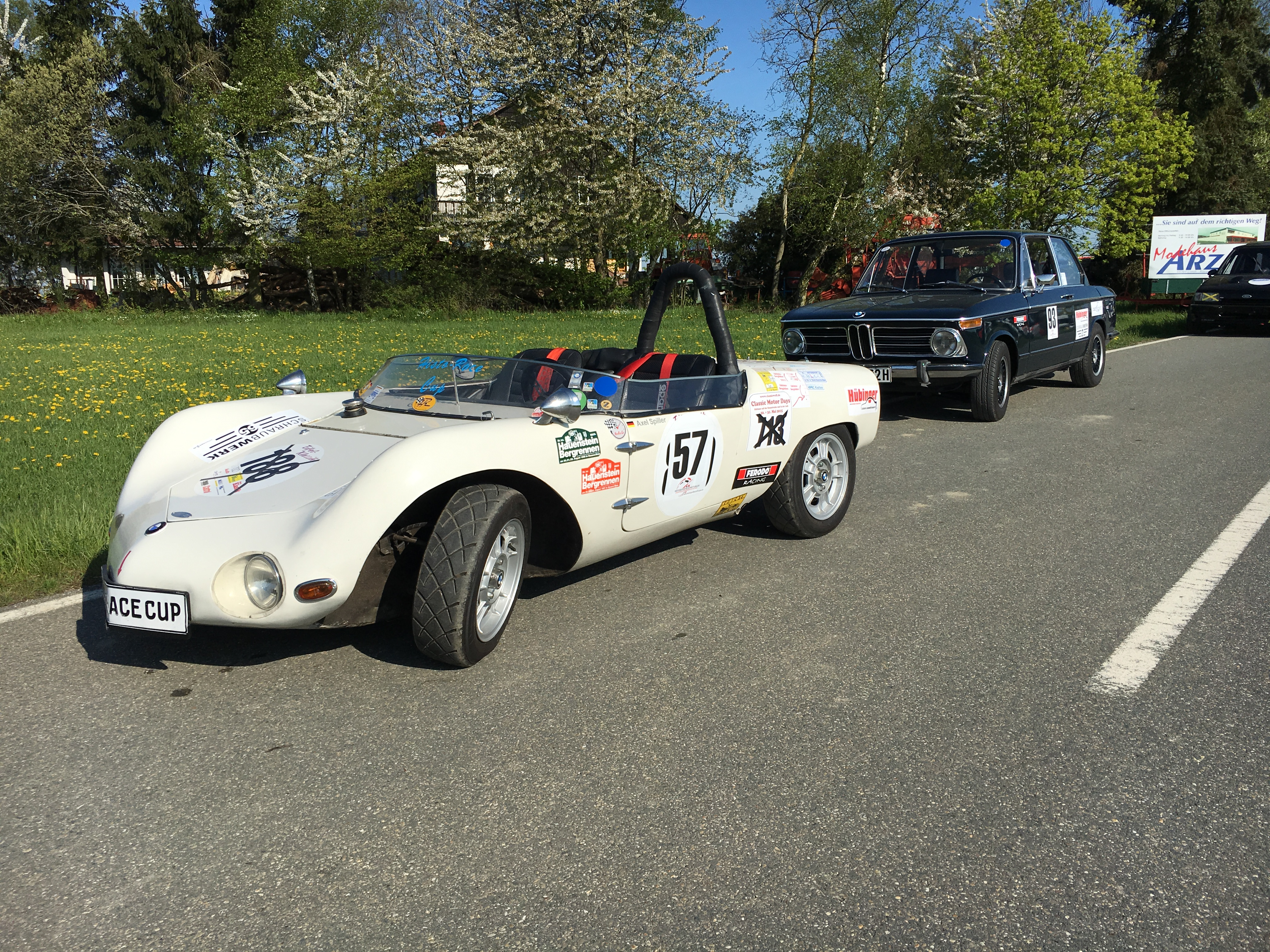
BMW Höreich RS beim Bergrennen

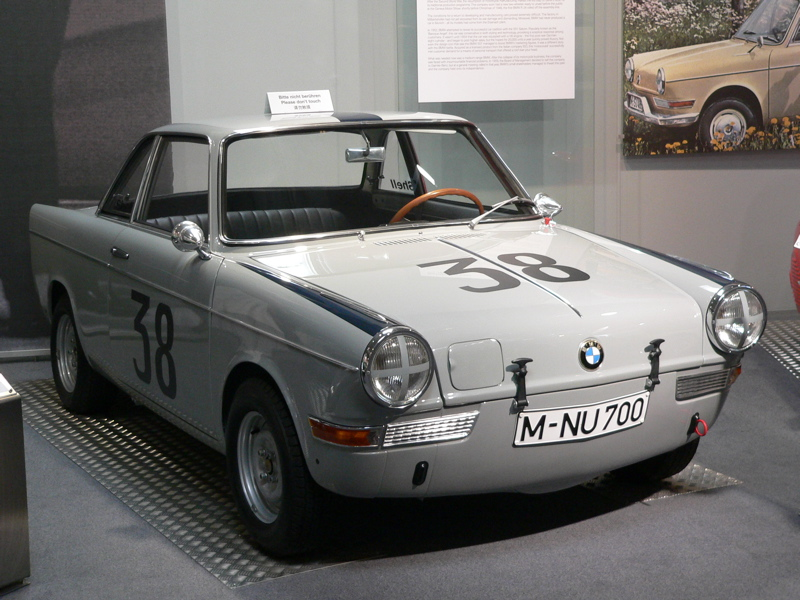
BMW 700 Sport Coupe als Rennwagen mit 60 PS

Das BMW 700 Coupé wurde von Anfang an bei Rallyes, Berg- und Rundstreckenrennen eingesetzt. Dabei wurde die Motorleistung auf bis zu 44 kW (60 PS) bei 8000/min (Verdichtung 9,8:1) gesteigert. Die Gemischaufbereitung erfolgte durch zwei Solex-Fallstromvergaser 34 PCI. Das Leergewicht wurde gegenüber dem Serienmodell auf etwa 600 kg reduziert. Je nach Übersetzung erreichten die Fahrzeuge eine Höchstgeschwindigkeit von 155 km/h.
Hans Stuck sen. gewann 1960 im BMW 700 mit 60 Jahren noch einmal die deutsche Bergmeisterschaft.
Für den BMW-Werkseinsatz entstanden zwei noch stärkere Rennsportmodelle: 1960 der BMW 700 GT und ein Jahr später der BMW 700 RS. Der BMW 700 RS kam am 18. Juni 1961 erstmals beim Roßfeld-Bergrennen zum Einsatz. Bei dieser Premiere saß Hans Stuck am Steuer des Roadsters mit exakt 2 Metern Radstand. Er hatte einen Gitterrohrrahmen mit Aluminiumkarosserie, einen 70 PS starken Königswellen-Motor und wog weniger als 600 kg. Je nach Übersetzung erreichte der BMW 700 RS eine Höchstgeschwindigkeit von 150 bis 200 km/h.
Nachdem Walter Schneider am Ende der Saison 1959 seine aktive Laufbahn als Motorradrennfahrer beendet hatte, kehrte er kurze Zeit später auf vier Rädern ins Motorsportgeschehen zurück. Er siegte auf Anhieb bei allen Rennen, für die ihn die BMW-Rennleitung nominierte. Schon ein Jahr später rechtfertigte er die vom Werk in ihn gesetzten Hoffnungen und wurde Deutscher Rundstrecken-Meister 1961. Mit dem BMW 700 RS wurde Walter Schneider 1961 Deutscher Bergmeister auf dem Schauinsland-Kurs bei Freiburg, in Davos siegte er bei der Schweizer Bergmeisterschaft im gleichen Jahr, und ebenfalls 1961 konnte er die Österreichische Bergmeisterschaft für den BMW-Rennstall herausfahren, als er mit dem Wagen am Gaisbergrennen teilnahm.
Der BMW 700 RS blieb bis 1964 im Einsatz und diente als Entwicklungsträger, Rennwagen und Spielzeug der Ingenieure in einem. Zu seinem letzten Renneinsatz kam der Wagen am 16. August 1964 beim Flugplatz-Rennen München-Neubiberg. Alexander von Falkenhausen fuhr den Wagen zum Sieg in der Klasse der Sportprototypen bis 1300 Kubik.
Der BMW-Händler Willi Martini († 2001) beschränkte sich nicht auf die Verbesserung der serienmäßigen 700er BMWs, sondern konstruierte 1962 unter Verwendung von Serienteilen ein Rennsport-Coupé mit Plattformrahmen, Stahlrohraufbau und mittragender Kunststoffkarosserie. Beim ADAC-1000-km-Rennen auf dem Nürburgring am 19. Mai 1963 wurde dieser nur etwa 470 kg schwere Wagen sowohl mit dem 60-PS-OHV-Motor als auch mit einem 80-PS-Triebwerk mit obenliegender Nockenwelle (OHC) gefahren, das mit längster Getriebeübersetzung eine Geschwindigkeit über 200 km/h ermöglichte.
BMW verkaufte schließlich beide BMW 700 RS an Willi Martini, der die Wagen weiterentwickelte und sie gemeinsam mit seinen Kunststoff-Eigenbauten weiterhin bei Rennen einsetzte. Wegen der Martini-Schriftzüge auf der Haube rührt aus dieser Zeit die weit verbreitete Meinung, dass es sich auch beim BMW 700 RS um einen Martini-BMW handele. 1973 kaufte BMW einen Wagen für die eigene Sammlung zurück. Der Wagen mit der Fabriknummer RS 1 ging an einen privaten Sammler.

## Bedeutung für den Fortbestand des Unternehmens
Nachdem BMW dem Bedarf nach vollwertigen Kleinwagen in den 1950er Jahren nicht nachkam, sondern stattdessen Rollermobile wie BMW Isetta oder aber unerschwingliche Repräsentationswagen wie die V8-Modelle anbot, gelang es nun, mit dem 700er erfolgreich im Kleinwagen-Segment Fuß zu fassen, wobei sich auch die darauffolgende Orientierung hin zur in den 1960er Jahren stark expandierenden Mittelklasse als richtig erwies. Dieser Kurswechsel war seinerzeit essentiell, um das Überleben der Marke BMW zu sichern. Insofern gilt der BMW 700 als damaliger Retter der BMW AG, die 1959 vor der Übernahme durch Daimler-Benz stand. Diese Übernahme wurde auf der Hauptversammlung im Dezember 1959 durch Mitarbeiter und Kleinaktionäre vereitelt, da die Bilanz fehlerhaft war: In der Jahresverlust- und Gewinnrechnung waren die gesamten 12,5 Millionen Mark Entwicklungskosten für den neuen BMW 700 enthalten, obwohl diese auf mehrere künftige Jahre hätten verteilt werden müssen. Der Verkaufserfolg des sportlichen und erschwinglichen BMW 700 stabilisierte das Unternehmen und ermöglichte die Verwirklichung des als „Neue Klasse“ bezeichneten Mittelklassewagens, dessen Entwicklung bis in die Jahre 1953/54 zurückreichte.